# Zgornje Laže
Zgornje Laže je naselje v Občini Slovenske Konjice.